# Peckoltia furcata
Peckoltia furcata är en fiskart som först beskrevs av Fowler, 1940.  Peckoltia furcata ingår i släktet Peckoltia och familjen Loricariidae. Inga underarter finns listade i Catalogue of Life.